# 외계+인 1부
《외계+인 1부》는 2022년 7월 20일 개봉한 대한민국의 SF, 액션, 판타지 영화이다. 최동훈이 감독과 각본을 맡았다. 2부로 나뉘어 제작되었다.

## 출연
- 류준열: 무륵 역
- 김우빈: 가드 / 썬더 역
- 김태리: 이안 역 (아역 : 최유리)
- 소지섭: 문도석 역
- 염정아: 흑설 역
- 조우진: 청운 역
- 김의성: 자장 역
- 이하늬: 민개인 역
- 신정근: 우왕 역
- 이시훈: 좌왕 역
- 전진기: 계장 역
- 김대명: 썬더 목소리 역
- 송지혁: 지산병원/하바도심 역
- 유재명
- 윤경호
- 김해숙
- 심달기
- 전여빈

## 수상
- 2022년 제58회 대종상 영화제 미술상 (류성희 외 1명)
- 2022년 제58회 대종상 영화제 시각효과상 (제갈승)